# Bofi jezik
Bofi jezik (boffi; ISO 639-3: bff), nigersko-kongoanski jezik ubanške skupine, kojim govori 23 500 ljudi (1996) u Srednjoafričkoj Republici u prefekturi Lobaye (podprefektura Boda) i Ombella-M'Poko (podprefektura Bimbo) koji su etnički poglavito Pigmeji.
Bofi pripada istočnoj podskupini gbaya-manza-ngbaka jezika, u koju su još uključeni ali [aiy], manza [mzv] i ngbaka manza [ngg] iz Srednjoafričke Republike; ngbaka [nga] iz Demokratske Republike Kongo i bonjo [bok] iz Konga. U upotrebi je i sango.

## Vanjske poveznice
- Ethnologue (14th)
- Ethnologue (15th)